# Tiger Town
Tiger Town es el primer telefilme producido por Disney Channel, en 1983. Fue premiado con un CableACE Award en 1984 por Mejor Película Dramática. Está protagonizado por Roy Scheider como Billy Young, un envejecido jugador de béisbol de los Detroit Tigers, y Justin Henry como Alex, un joven fan que cree en él. También presenta a un joven hombre (Pete Dushaj) que cierra su restaurante para ir al partido. Escrita y dirigida por el nativo de Detroit Alan Shapiro, acto seguido fue estrenada en la Walt Disney Anthology Television Series de la ABC, y tuvo un limitado lanzamiento en cines en la zona de Detroit en junio de 1984, el mismo mes en que los Tigers ganaron la World Series en casa contra los San Diego Padres.
La película era bastante oscura para tratarse de una producción Disney y actualmente no se encuentra con facilidad, alcanzando hasta 30-400 dólares en sitios como Amazon.com o eBay.
La mayor parte de la película se rodó en el Tiger Stadium y en la ciudad de Detroit. Una metedura de pata notable en la película muestra a Alex corriendo en su bicicleta a través de un puente sobre el Río Detroit hacia el estadio. El puente va desde Detroit hasta Belle Isle Park, un parque de la isla donde no hay una zona residencial.

## Descripción del argumento
Alex (Henry) y su padre (Ron McLarty) son fanes devotos de los Detroit Tigers, incluso ahora que están forcejeando. El jugador favorito de Alex es la envejecida estrella Billy Young (Scheider), que está teniendo una mala temporada, su última antes de jubilarse.
El padre de Alex muere inesperadamente, pero no sin antes contarle a Alex que siempre debería creer. En consecuencia, Alex decide visitar todos los partidos en casa de los Tiger. Cada vez que Young juega, Alex cierra sus ojos y desea fuerte, y Young acaba haciendo un home run. Gracias al rejuvenecido juego de Young, los Tigers empiezan a ganar otra vez.
Pero hay un precio. Alex, quien ahora cree que si no va a los partidos, el equipo perderá (explicando los lamentables viajes de carretera de los Tigers); se encuentra a sí mismo siendo el objeto de burla de sus compañeros de clase por escaparse del colegio temprano para ver a los Tigers jugar. Sin embargo, gracias a Billy Young, los Tigers arañan su camino de vuelta hacia la carrera por el título. El juego final de la temporada, contra los Baltimore Orioles, decidirá el título.
Alex tiene su entrada y el colegio acaba temprano para que los chicos puedan ver el partido, pero aun así, Alex abandona el colegio, y es retenido por unos matones que le quitan su entrada y su dinero. Sólo cuando Alex consigue la atención del director, es liberado y se ve obligado a correr todo el camino hacia el Tiger Stadium.  Sobornando a una niña pequeña por su bici y colgando en la parte trasera de un autobús consigue Alex llegar al estadio a tiempo para el noveno turno, donde Young está arriba y los Tigers están arrastrándose. Young hace contacto con la pelota justo cuando Alex llega en frente del pasillo del estadio, y Young acaba aclarando las bases, dando a los Tigers el título.

## Cameos
Varios locutores y celebridades de Detroit aparecen como ellos mismos en la película. El mánager de los Tigers, Sparky Anderson, quien les estaba administrando en la vida real, aparece frecuentemente en la película. Mary Wilson, una antigua Supreme, canta el himno nacional antes del juego final. También aparecen Ernie Harwell, la legendaria voz de la radio de los Tigers; Ray Lane, como compañero de Ernie; y Al Ackerman como comentarista deportivo en televisión. Ernie Harwell y Ray Lane fueron pareja en la cabina de radio comentando partidos en la radio WJR desde 1967 hasta 1972. Ackerman fue un presentador de deportes para WXYZ-TV y WDIV-TV de Detroit en los 70 y 80.